# Mistrzostwa Afryki w Lekkoatletyce 1982
2. Mistrzostwa Afryki w Lekkoatletyce – ogólnoafrykańskie zawody lekkoatletyczne, które zostały zorganizowane w 1982 w Kairze.

## Klasyfikacja medalowa
| Klasyfikacja medalowa | Klasyfikacja medalowa    | Klasyfikacja medalowa | Klasyfikacja medalowa | Klasyfikacja medalowa | Klasyfikacja medalowa |
| --------------------- | ------------------------ | --------------------- | --------------------- | --------------------- | --------------------- |
| Miejsce               | Kraj                     | Złoto                 | Srebro                | Brąz                  | Razem                 |
| 1.                    | Kenia                    | 12                    | 10                    | 12                    | 34                    |
| 2.                    | Senegal                  | 6                     | 4                     | 3                     | 13                    |
| 3.                    | Etiopia                  | 4                     | 1                     | 1                     | 6                     |
| 4.                    | Maroko                   | 4                     | 4                     | 6                     | 14                    |
| 5.                    | Egipt                    | 3                     | 7                     | 6                     | 16                    |
| 6.                    | Tanzania                 | 3                     | 0                     | 1                     | 4                     |
| 7.                    | Wybrzeże Kości Słoniowej | 2                     | 5                     | 1                     | 8                     |
| 8.                    | Gabon                    | 2                     | 0                     | 0                     | 2                     |
| 9.                    | Uganda                   | 1                     | 6                     | 4                     | 11                    |
| 10.                   | Kamerun                  | 1                     | 0                     | 1                     | 2                     |
| 11.                   | Ghana                    | 1                     | 0                     | 0                     | 1                     |
| 12.                   | Dżibuti                  | 0                     | 1                     | 1                     | 2                     |
| 13.                   | Kongo                    | 0                     | 1                     | 0                     | 1                     |
| 14.                   | Sudan                    | 0                     | 0                     | 2                     | 2                     |
| 15.                   | Angola                   | 0                     | 0                     | 1                     | 1                     |